# Rue Robert-Esnault-Pelterie
Pour les articles homonymes, voir Esnault-Pelterie.
La rue Robert-Esnault-Pelterie est une voie du 7e arrondissement de Paris. 

## Situation et accès
Longeant l’esplanade des Invalides sur son côté est, longue de 185 mètres, elle débute au 37, quai d’Orsay et finit au 13, rue de l’Université. Elle est en sens unique dans le sens sud-nord.
Le quartier est desservi par les lignes 8 et 13 à la station Invalides et par la ligne C du RER à la gare des Invalides.

## Origine du nom

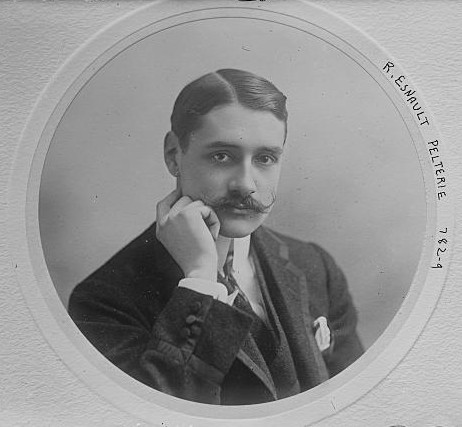
Robert Esnault-Pelterie, en 1909.

Elle porte le nom de Robert Esnault-Pelterie (1881-1957), un ingénieur aéronautique, pionnier de la théorie des vols spatiaux.

## Historique
La section de la rue de Constantine comprise entre le quai d’Orsay et la rue de l’Université a été dénommée « rue Robert-Esnault-Pelterie » par arrêté du 27 décembre 1965.
L’arrêté du 27 décembre 1965 a remplacé l’arrêté du 11 mars 1965 qui avait attribué la dénomination « rue Robert-Esnault-Pelterie » à la partie de la rue de Constantine comprise entre les rues Saint-Dominique et de Grenelle.

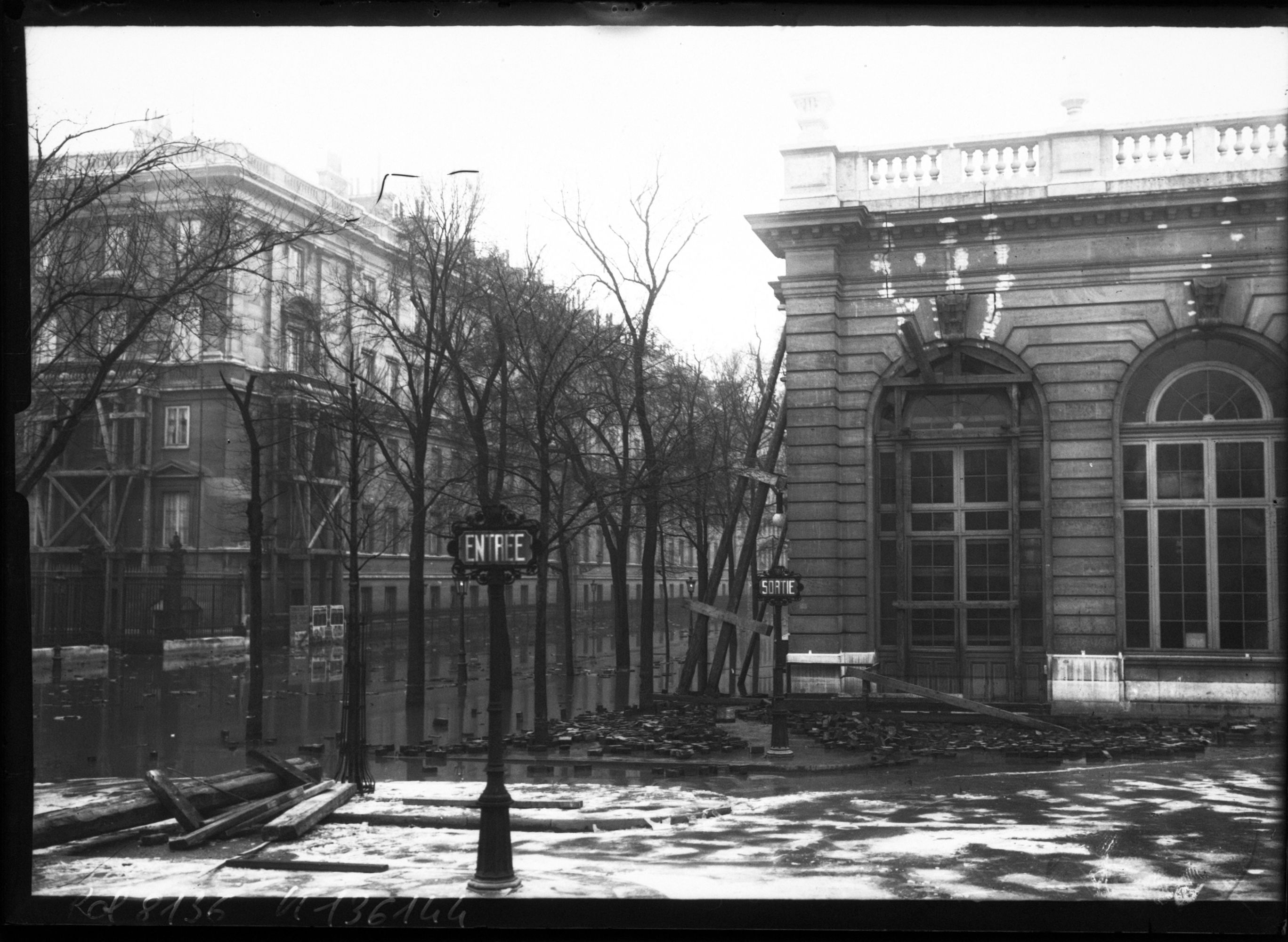
Crue de la Seine de 1910 : section de la rue de Constantine correspondant à l’actuelle rue Robert-Esnault-Pelterie et à la gare des Invalides.

Proche des quais, la section de la rue de Constantine correspondant à l’actuelle rue Robert-Esnault-Pelterie eut à souffrir de la crue de la Seine de 1910.

## Bâtiments remarquables et lieux de mémoire
Des soldats sont morts pour la libération de l'hôtel du ministre des Affaires étrangères, le 25 août 1944. Une inscription générale et une plaque bien plus récente, posée en 2007, citant le soldat de la 2e DB Jean-Baptiste Ferracci, leur rendent hommage.

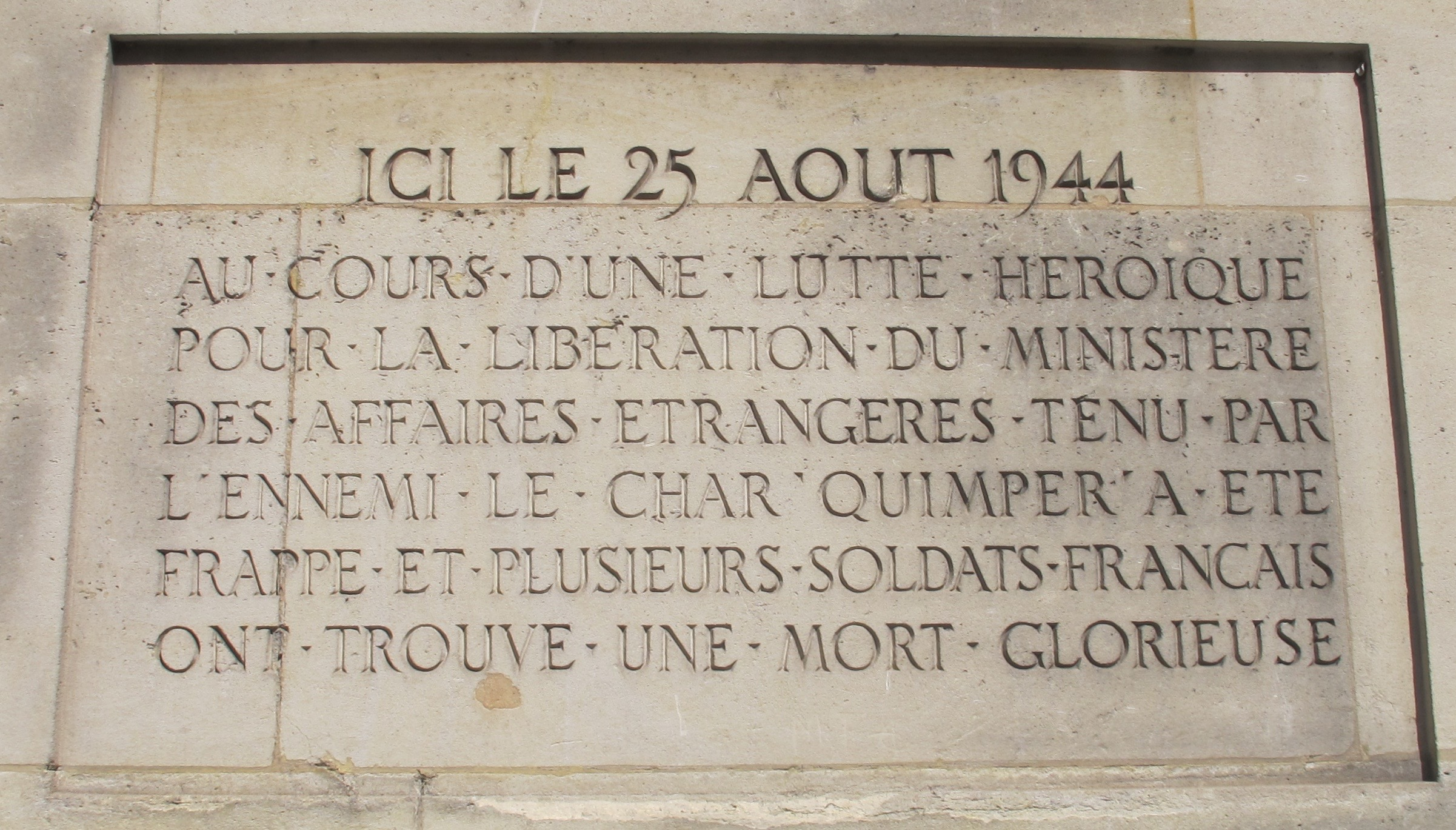
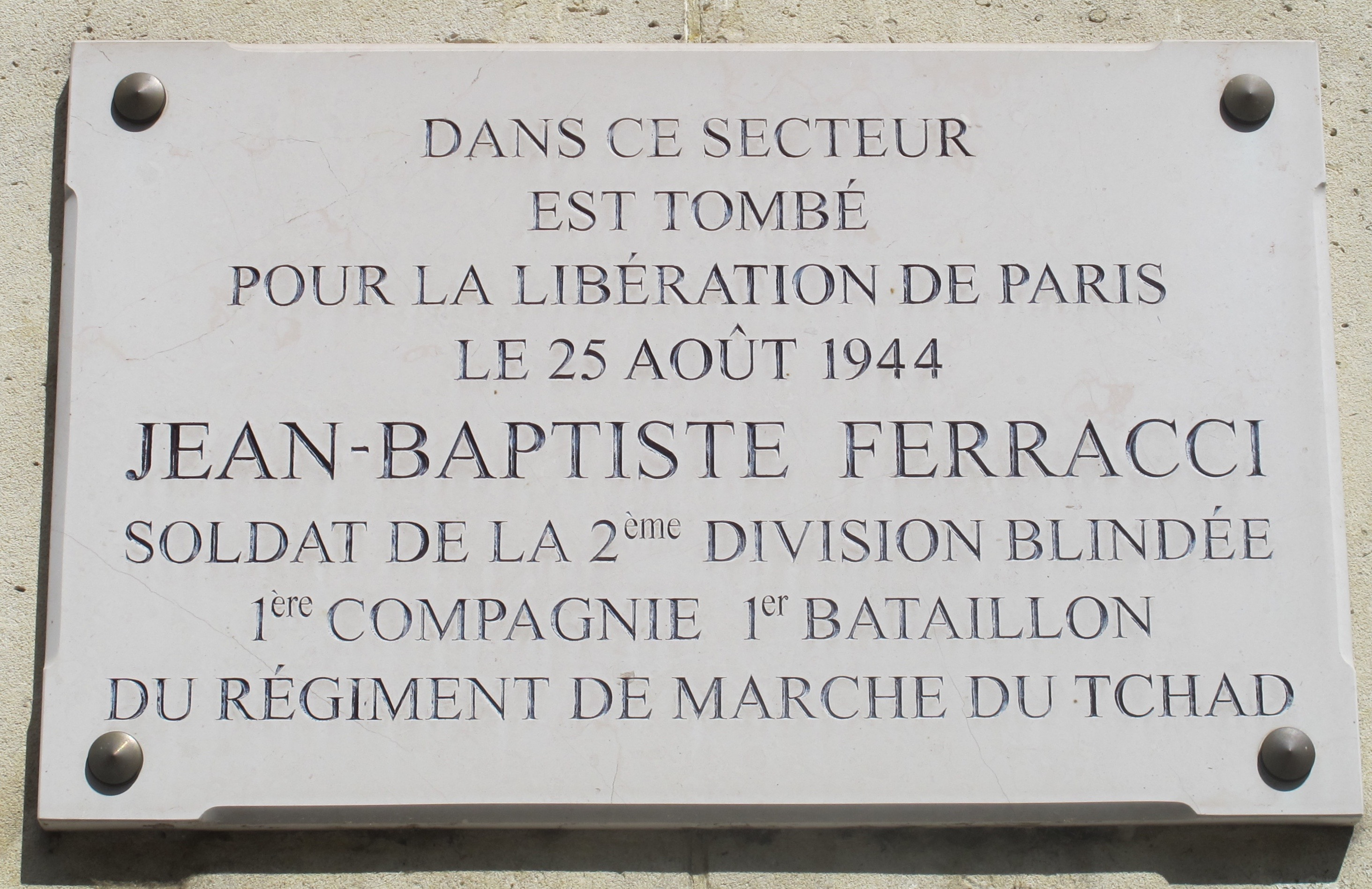